# Litewska Akademia Nauk
Litewska Akademia Nauk (lit. Lietuvos mokslų akademija, LMA) – niezależna instytucja naukowa na Litwie. 
Została założona 16 stycznia 1941 roku z inicjatywy Vincasa Krėvė-Mickevičiusa, który był jej pierwszym prezesem. Na mocy ustaw z 1991, 1993 i 2003 roku traktowana jest jako podmiot prywatny. Na jej czele od 2018 roku stoi prof. Jūras Banys. Akademia zlokalizowana jest w Wilnie.

## Struktura
Podzielona jest na 5 klas:
- Humanistyczno-Socjologiczną (Humanitarinių ir socialinių mokslų skyrius, prof. Leonardas Sauka)
- Matematyczno-Fizyczno-Chemiczną (Matematikos, fizikos ir chemijos mokslų skyrius, prof. Valdemaras Razumas)
- Biologiczno-Medyczną i Geologiczną (Biologijos, medicinos ir geomokslų skyrius, prof. Vytas Antanas Tamoðiûnas)
- Rolniczo-Leśniczą (Žemės ūkio ir miškų mokslo skyrius, prof. Albinas Kusta)
- Techniczno-Inżynieryjną (Technikos mokslų skyrius, prof. Vytautas Ostaðevièius)

Litewska Akademia Nauk jest członkiem stowarzyszenia All European Academies.